# Helen Reeves
Helen Reeves (6 septembre 1980) est une kayakiste anglaise, pratiquant le slalom.